# Affärshändelse
Affärshändelse är en ekonomisk transaktion med en motpart som påverkar ett företags ekonomiska ställning och/eller resultat och som går att registrera. En affärshändelse kan till exempel vara en försäljning, en betalning eller upptagandet av ett lån. Bokföring består av registrerande av affärshändelser samt olika former av uppskattningar. Exempel på uppskattningar som inte utgör affärshändelser är beräkning av årets avskrivning, nedskrivning av en gammal osäker kundfordran eller uppskattning av ett åtagande från en stämning. Affärshändelsen uppstår istället vid själva investeringen som ligger till grund för avskrivningen, vid utförandet av fakturan som utgör kundfordran eller vid en framtida betalning av ett skadeståndsbelopp.